# Sale, Alessandria
Sale là một đô thị ở tỉnh Alessandria trong vùng Piedmont của Italia, có vị trí cách khoảng 90 km về phía đông của Torino và khoảng 15 km về phía đông bắc của Alessandria. Tại thời điểm ngày 31 tháng 12 năm 2004, đô thị này có dân số 4.253 người và diện tích là 44,7 km².
Sale giáp các đô thị: Alessandria, Alluvioni Cambiò, Castelnuovo Scrivia, Guazzora, Isola Sant'Antonio, Piovera, và Tortona.